# Ратнапура (округ)
Ратнапура (синг. රත්නපුර දිස්ත්රික්කය, там. இரத்தினபுரி மாவட்டம்) — один з 25 округів Шрі-Ланки. Входить до складу провінції Сабарагамува. Адміністративний центр — місто Ратнапура. Площа округу становить 3275 км².

## Населення
Населення округу за даними перепису 2001 року становить 1 015 807 осіб. 86,83% населення складають сингали; 8,13% — індійські таміли; 2,83% — ланкійські таміли; 2,04% — ларакалла; 0,04% — малайці; 0,03% — бюргери і 0,10% — інші етнічні групи. 86,65% населення сповідують буддизм; 9,52% — індуїзм; 2,16% — іслам і 1,63% — християнство.

## Походження назви
Назва Ратнапура – санскритське слово, що дослівно означає «Місто дорогоцінних каменів», від санскритського pura (місто) та ratna (дорогоцінний камінь). З давніх часів у Ратнапурі видобуваються такі камені, як «котяче око», аквамарини, аметисти, сапфіри і рубіни. Понад 2000 років тому, коли перші монахи-буддисти прибули сюди з північно-східних провінцій Індії (Бодх-Гая, Варанасі та Паталіпутра), вони не лише поширили буддизм, але оскільки їх вчення відбувалося переважно на мовах санскриту та палі, це вплинуло і на місцевий діалект.

## Історія
До британського колоніального періоду Ратнапур був у складі спочатку королівства Сітавака, згодом Канді. В 1889 році було утворено провінцію Сабараґамуву, до складу якої разом з округом Кеґалле увійшов й округ Ратнапур.
У травні 2003 року Ратнапур пережив одну з найбільших повеней за часів незалежності Шрі-Ланки.

## Природа
Навколишня територія – популярне місце для туристів і гарне місце для спостереження за птахами. З Ратнапури починається маршрут на гору Шрі-Паду (пік Адама). Улюбленим місцем відпочинку є лісовий заповідник Сінгараджа та Національний парк Удавалаве.

## Корисні копалини, сільське господарство
Найбільші сапфіри «Блакитна красуня Азії» (вагою 400 карат) і «Зірка Індії» (536 карат) були знайдені поблизу Ратнапура. Також поблизу міста відбувається видобуток графіту. Крім видобутку дорогоцінних каменів, місто відоме вирощуванням рису та фруктів. Великі плантації чайних та каучукових дерев оточують місто. Чай, який вирощують у цьому регіоні, називають низькорослим чаєм.